# Forficula decipiens
Forficula decipiens es una especie de tijereta del género Forficula, familia Forficulidae, orden Dermaptera.

## Distribución
Se distribuye por Europa: Francia, Italia, Croacia, Grecia y España.

## Taxonomía
Fue descrita por Géné en 1832.
Tratamiento taxonómico
La especie aparece registrada y publicada en Saggio di una Monographia del Forficula indigene. Annali delle Scienze del Regno Lombardo-Veneto, 2, 215–228.